# MTHFS
MTHFS (англ. Methenyltetrahydrofolate synthetase) – білок, який кодується однойменним геном, розташованим у людей на 15-й хромосомі. Довжина поліпептидного ланцюга білка становить 203 амінокислот, а молекулярна маса — 23 256.
| 10         |  | 20         |  | 30         |  | 40         |  | 50         |
| ---------- |  | ---------- |  | ---------- |  | ---------- |  | ---------- |
| MAAAAVSSAK |  | RSLRGELKQR |  | LRAMSAEERL |  | RQSRVLSQKV |  | IAHSEYQKSK |
| RISIFLSMQD |  | EIETEEIIKD |  | IFQRGKICFI |  | PRYRFQSNHM |  | DMVRIESPEE |
| ISLLPKTSWN |  | IPQPGEGDVR |  | EEALSTGGLD |  | LIFMPGLGFD |  | KHGNRLGRGK |
| GYYDAYLKRC |  | LQHQEVKPYT |  | LALAFKEQIC |  | LQVPVNENDM |  | KVDEVLYEDS |
| STA        |  |            |  |            |  |            |  |            |

A: Аланін

C: Цистеїн

D: Аспарагінова кислота

E: Глутамінова кислота

F: Фенілаланін

G: Гліцин

H: Гістидин

I: Ізолейцин

K: Лізин

L: Лейцин

M: Метіонін

N: Аспарагін

P: Пролін

Q: Глутамін

R: Аргінін

S: Серин

T: Треонін

V: Валін

W: Триптофан

Кодований геном білок за функцією належить до лігаз. 
Задіяний у таких біологічних процесах, як ацетилювання, альтернативний сплайсинг. 
Білок має сайт для зв'язування з АТФ, нуклеотидами, іонами металів, іоном магнію. 
Локалізований у цитоплазмі.